# Caledonian Road (London Underground)

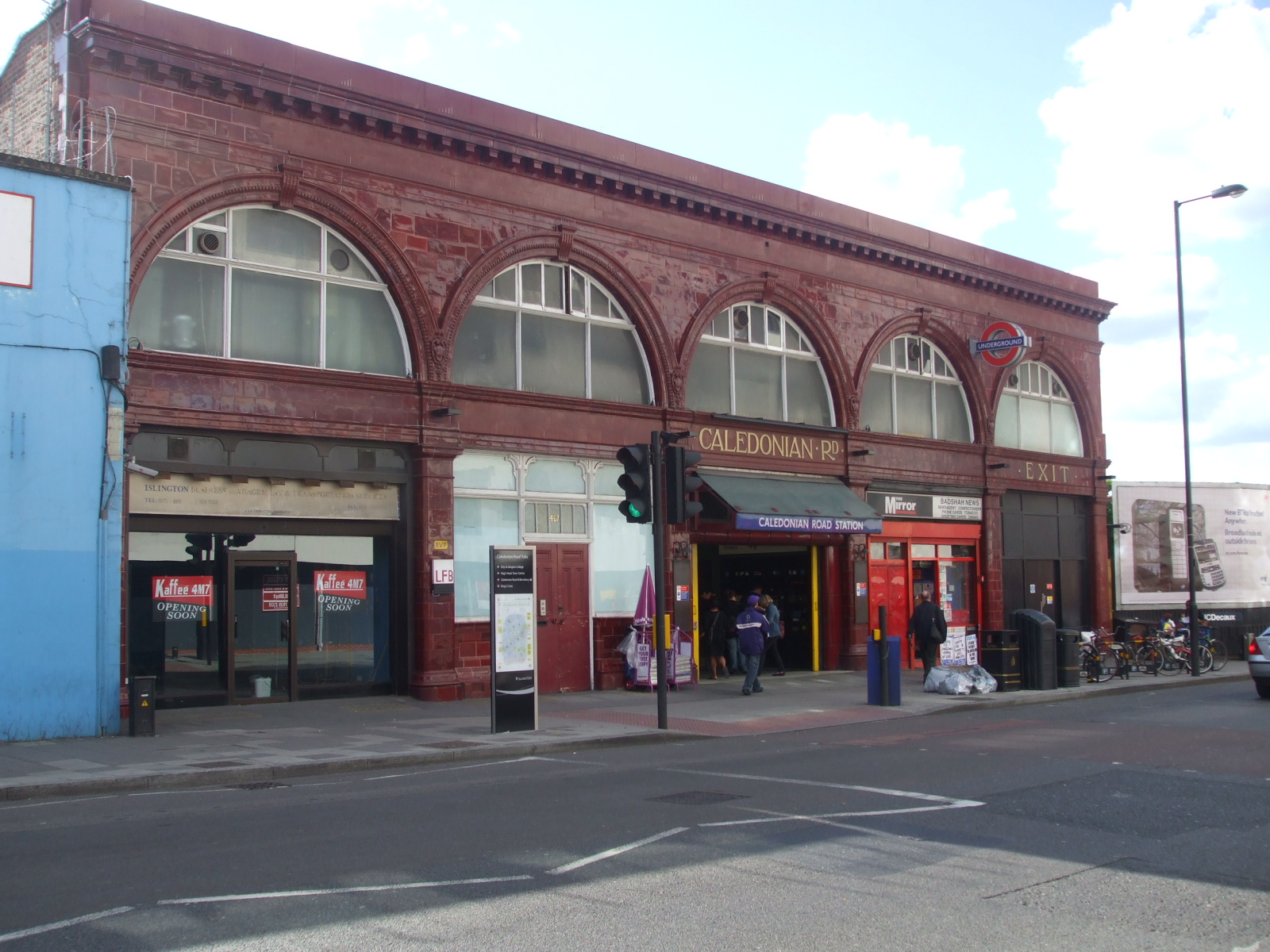
Stationsgebäude

Caledonian Road ist eine unterirdische Station der London Underground im Stadtbezirk London Borough of Islington. Sie liegt in der Travelcard-Tarifzone 2, an der Kreuzung von Caledonian Road und Roman Way. Das nächstgelegene Gebäude von Bedeutung ist das Gefängnis Pentonville, etwa 400 Meter in Richtung Süden. Im Jahr 2013 nutzten 5,94 Millionen Fahrgäste die Station.
Die Station wurde am 15. Dezember 1906 durch die Great Northern, Piccadilly and Brompton Railway, der Vorgängergesellschaft der Piccadilly Line, eröffnet. Aufgrund der Terroranschläge vom 7. Juli 2005 war sie mehrere Wochen lang geschlossen; am 4. August erfolgte die Wiedereröffnung.
Das Stationsgebäude ist ein besonders gut erhaltenes Beispiel jener Bauten, die Leslie Green zu Beginn des 20. Jahrhunderts für die Tochtergesellschaften der Underground Electric Railways Company of London entwarf. Typische Merkmale sind die blutroten glasierten Terrakotta-Ziegel, große halbrunde Fenster im oberen Stockwerk und gezahnte Gesimse. Ungewöhnlich für das Underground-Netz ist seit jeher das Vorhandensein von Aufzügen, die direkt zu den Bahnsteigen führen. Seit 2011 steht das Gebäude unter Denkmalschutz (Grade II).

## Erneuerungsarbeiten
Ursprünglich sah die Transport for London vor, die Station im ersten Halbjahr 2016 zu schließen, um den notwendigen Austausch der Aufzüge von 1987 vorzunehmen. In den anliegenden Stadtvierteln bildete sich starker Widerstand gegen diese Pläne, der in einer Online-Petition endete, in der knapp 7500 Unterschriften gegen die Schließung während der Arbeiten  gesammelt wurden. Als Alternative wurde vorgeschlagen, zwei seit den Umbaumaßnahmen von 1987 stillgelegte Aufzugschächte wieder zu verwenden, um einen Weiterbetrieb zu ermöglichen. Im Januar 2016 verkündete die Bezirksregierung von Islington, eine gerichtliche Anhörung zum Projekt am 25. Februar beantragt zu haben. Folglich zog die Transport for London am 19. Januar die Schließungspläne zurück und kündigte an, die Pläne zu überarbeiten.